# Фабіан Ронер
Фабіан Даніел Ронер (нім. Fabian Daniel Rohne, нар. 17 серпня 1998, Цюрих, Швейцарія) — швейцарський футболіст, фланговий півзахисник клубу «Цюрих».

## Ігрова кар'єра

### Клубна
Фабіан Ронер народився у місті Цюрих і є вихованцем місцевого клубу «ФК Цюрих». З 2013 року футболіст почав виступати у складі молодіжної команди клубу. У січні 2017 року Ронер підписав з клубом свій перший професійний контракт. Першу гру в основі клубу Ронер провів у грудні 2017 року у турнірі швейцарської Суперліги.
Перед початком сезону 2019/20  Фабіан Ронер для набору ігрової практики був відправлений в оренду у клуб Челлендж - ліги «Віль».

### Збірна
У 2018 році Фабіан Ронер провів чотири гри у складі молодіжної збірної Швейцарії.

## Титули
Цюрих
 Чемпіон Швейцарії: 2021/22
 Переможець Кубка Швейцарії: 2017/18